# Чудське
Чудське — село Розквітівської сільської громади у Березівському районі Одеської області в Україні. Населення становить 318 осіб.

## Населення
Згідно з переписом 1989 року населення села становило 344 особи, з яких 161 чоловік та 183 жінки.
За переписом населення 2001 року в селі мешкало 318 осіб.

### Мова
Розподіл населення за рідною мовою за даними перепису 2001 року:
| Мова       | Відсоток |
| ---------- | -------- |
| українська | 54,4 %   |
| російська  | 35,85 %  |
| молдовська | 7,23 %   |
| білоруська | 1,57 %   |
| болгарська | 0,63 %   |
| вірменська | 0,31 %   |